# Timor
Timor je otok v Jugovzhodni Aziji, ki leži na skrajnem vzhodu Sundskega otočja, severno od Avstralije. Njegova površina meri 28.418 km². Politično je otok razdeljen na približno enako veliki polovici, vzhodno zaseda samostojna država Vzhodni Timor, zahodna pa je del indonezijske province Vzhodna Nusa Tenggara.

## Zgodovina
Otok Timor so v 16. stoletju zasedli Portugalci. V 17. stoletju so del okoliških otokov in nekaj postojank v zahodnem delu Timorja zasedli Nizozemci in ohranili nadzor vse tja do leta 1916. Toda meja med vzhodnim in zahodnim delom je ostala. Ko so se v dekolonizacijskem valu v 70. letih umaknili tudi Portugalci, je začasno politično »praznino« izkoristila Indonezija in iz zahodnega dela z oboroženimi silami prestopila mejo ter zasedla vzhodni del otoka, ki je dobil zanimivo ime oziroma kombinacijo imen: Timor ali Timur v malajščini pomeni »Vzhodni«. Ker pa je bil otok stoletja razdeljen na zahodni in vzhodni del, pomeni njegovo ime »Vzhodni Vzhodni«
Štiriindvajset let indonezijske kolonizacije otoka je minilo pod »pokroviteljstvom« ZDA, ki invazije za časa predsednika Geralda Forda niso ne ustavile ne obsodile, pod predsedovanjem Billa Clintona pa se niso odzvale na pozive mednarodne skupnosti, naj zaradi aneksije otoka prenehajo oskrbovati Suhartov režim z orožjem. Politično-strateški interesi, ki jih je vodil predvsem interes preprečitve širjenja kitajskega vpliva na Pacifik, so bili močnejši od sicer na široko razglašenega boja za »demokracijo« po svetu. Američanov ni ganil niti pokol, ki so ga zagrešili indonezijski vojaki v prvih mesecih okupacije, v katerem je bilo ubitih od 100.000 do 250.000 ljudi. 